# Sadayuki Murai
Sadayuki Murai 村井さだゆき (Murai Sadayuki?) (1964) è uno sceneggiatore giapponese, attivo principalmente nel campo dell'animazione giapponese.
Ha debuttato nel 1997 lavorando alle sceneggiature dell'anime Alexander, a cui sono seguite numerose serie televisive come Vampire Princess Miyu, Devilman Lady, Space Pirate Captain Herlock - The Endless Odyssey, Alien 9 e Boogiepop Phantom.
Nel 1998 debutta come sceneggiatore cinematografico con il lungometraggio Perfect Blue. Nel 2001 cura la sceneggiatura del film di Satoshi Kon Millennium Actress, che gli vale una candidatura agli Annie Award 2004 come "migliore sceneggiatura in un film d'animazione".